# Joseph Franz von Lobkowitz
Joseph Franz  Maximilian von Lobkowitz o Séptimo Príncipe Lobkowitz (Roudnice nad Labem, 7 de diciembre de 1772 - Třeboň, 16 de diciembre de 1816) fue un noble de la casa Lobkowitz originaria de Bohemia, amante de la música, notable violinista y mecenas de músicos como Ludwig van Beethoven.

## Vida

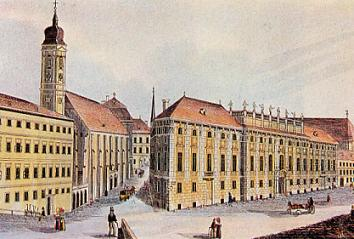
Ilustración del Palacio Lobkowitz.

Nació en Raudnitz (hoy Roudnice nad Labem, Checoslovaquia). Su padre era Ferdinand Philip Joseph, Sexto príncipe Lobkowicz (1724-1784) y María Gabriela di Saboya-Carignano (1748-1828). 
Joseph tenía desde que nació una enfermedad congénita en la cadera (se cree que displasia), que le obligó a usar muletas toda su vida, lo que le causó bastante dolor. Decía que su padre lo obligó a aprender el violín para que se estuviera tranquilo.
En 1786, el emperador José II le nombró duque de Roudnice (Herzog von Raudnitz en alemán, vévoda roudnický en checo).
Se casó en 1792 con Maria Karolina von Schwarzenberg, hija de Johann I, príncipe de Schwarzenberg. Tuvieron doce hijos.

### Labor como mecenas
Se hizo amigo de Beethoven y fue el segundo después del príncipe Carl Lichnowsky en su entusiasmo y patronazgo.
Lobkowitz patrocinó a Daniel Steibelt en el famoso duelo de improvisación contra Beethoven que —patrocinado por el príncipe Lichnowsky— ganó merecidamente. 
El evento tuvo lugar en el palacio de Lobkowitz (que todavía se conserva), opuesto al palacio Hofburg en Michaelerplatz. Había construido una sala de conciertos magnífica en el primer piso bastante cara. En esta misma sala, Beethoven estrenó en 1804 su Sinfonía n.º 3 "Heroica" —dedicada a Lobkowitz en gratitud, después de tachar la dedicatoria a Napoleón—. Beethoven también le dedicó sus Sinfonía n.º 5 y n.º 6, además de los seis Cuartetos de cuerdas Op. 18, el Triple concierto Op. 56, el Cuarteto de cuerdas Op. 74 y el ciclo de lieder An die ferne Geliebte.
Las guerras napoleónicas contra Francia —junto al costo altísimo de su sala de conciertos y el mantenimiento de su propia orquesta— llevaron a la bancarrota a Lobkowitz, y se vio forzado a abandonar Viena para huir de sus acreedores.
Beethoven nunca lo volvió a ver, y murió en Wittingau (hoy Třeboň, Chequia), amargado y empobrecido.

## Enlaces relacionados
- Wikimedia Commons alberga una categoría multimedia sobre Joseph Franz von Lobkowitz.

- Biografía en madaboutbeethoven (archivado)

- Datos: Q570845
- Multimedia: Joseph Franz, 7th Prince of Lobkowicz / Q570845